# دانشگاه استیونسون
دانشگاه استیونسون یک دانشگاه خصوصی در شهرستان بالتیمور، مریلند با دو پردیس، یکی در استیونسون و دیگری در اوینگ میلز است. این دانشگاه تقریباً ۳۶۱۵ دانشجو در مقطع کارشناسی و کارشناسی ارشد ثبت نام می‌کند. این مؤسسه که قبلاً به نام کالج ویلا جولی شناخته می‌شد، در سال ۲۰۰۸ به دانشگاه استیونسون تغییر یافت. استیونسون بیش از ۹۰ رشته اصلی ارائه می‌دهد. این مدرسه گزارش داده که ۹۲ درصد از فارغ التحصیلان در عرض شش ماه پس از فارغ‌التحصیلی مشغول به کار شدند یا تحصیلات تکمیلی را شروع کردند.

## تاریخچه
دانشگاه استیونسون، در مریلند به عنوان کالج ویلا جولی در سال ۱۹۴۷ توسط انجمن مذهبی زنان کاتولیک رومی خواهران نوتردام د نامور به عنوان یک مدرسه یک ساله آموزش زنان برای تبدیل شدن به منشی پزشکی تأسیس شد. این کالج به افتخار موسسش سنت جولی بیلیارت نامگذاری شد. ویلا جولی در سال ۱۹۵۴ توسط وزارت آموزش و پرورش ایالت مریلند به عنوان یک کالج دو ساله تأیید شد ویلا جولی در سال ۱۹۷۲ به تحصیل مختلط تبدیل شد و در همان سال اولین دانش آموز پسر خود را پذیرفت.